# Stephania cyanantha
Stephania cyanantha är en tvåhjärtbladig växtart som beskrevs av Friedrich Welwitsch och William Philip Hiern. Stephania cyanantha ingår i släktet Stephania och familjen Menispermaceae. Inga underarter finns listade i Catalogue of Life.